# 伞花短穗柽柳
伞花短穗柽柳（学名：Tamarix laxa var. polystachya）为柽柳科柽柳属下的一个变种。